# Recreatieschap Spaarnwoude

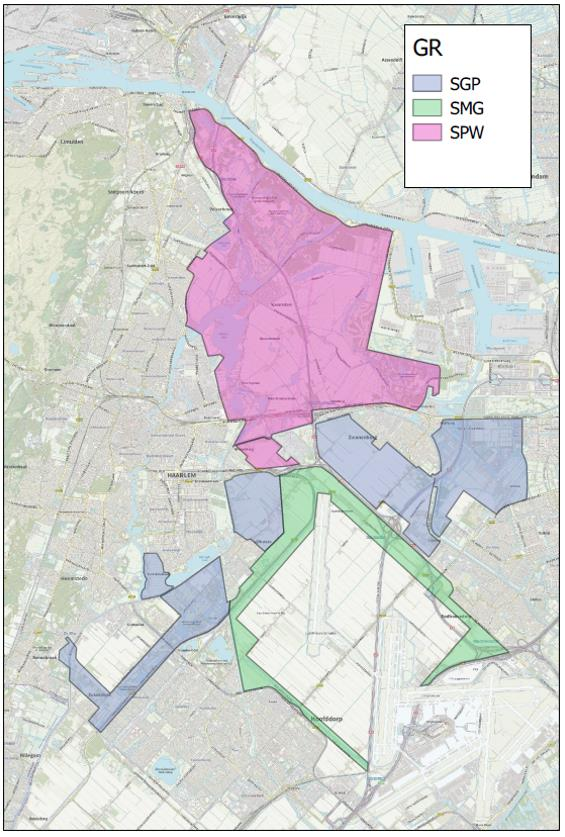
Kaart werkingsgebied Gemeenschappelijke regeling Recreatieschap Spaarnwoude
SPW: Spaarnwoude Oud

Recreatieschap Spaarnwoude is een bij gemeenschappelijke regeling ingesteld recreatieschap waaraan de provincie Noord-Holland en de gemeenten Haarlem, Amsterdam, Velsen en Haarlemmermeer deelnemen. Tot het recreatieschap behoort recreatiegebied Spaarnwoude, de Groene Carré en de Groene Weelde tussen Haarlem en Hoofddorp. Het recreatieschap beheert in totaal een oppervlakte van 3.515 hectare.

## Organisatie
De organisatie bestaat uit een Algemeen Bestuur, een Dagelijks Bestuur en een ambtelijke adviescommissie. Hieraan nemen bestuurders en ambtenaren deel van de deelnemende gemeenten en provincie. Het recreatieschap heeft zelf geen medewerkers in dienst, maar besteed alles uit aan de uitvoeringsorganisatie Recreatie Noord-Holland N.V. (RNH). Provincie Noord-Holland is 100% eigenaar van deze onderneming, die ook de uitvoering doet voor de recreatieschappen Geestmerambacht, het Twiske, Groengebied Amstelland, Landschap Waterland en Recreatieschap Alkmaarder- en Uitgeestermeer.

## Geschiedenis
Na de aanleg van recreatiegebied Spaarnwoude in de jaren zestig is in 1971 recreatieschap Spaarnwoude opgericht om het gebied gezamenlijk te beheren. In 2005 zijn twee deelgebieden aan het beheer van het recreatieschap toegevoegd: Spaarnwoude Mainport & Groen (SMG) en Spaarnwoude Strategische Groenprojecten (SGP).  Strategische Groenprojecten zijn gebieden die in de jaren ’90 aangelegd zijn vanuit de financiering Recreatie om de Stad (RodS), waaronder de Tuinen van West en de Groene Weelde. Mainport en Groen is aangelegd ter compensatie van de aanleg van de Polderbaanvan luchthaven Schiphol, met onder meer de gebieden Plesmanhoek, Boseilanden en Park Zwaanshoek. Het oorspronkelijke gebied wordt aangeduid met Spaarnwoude Oud (SPW). De drie gebieden zijn financieel van elkaar gescheiden.

## Gebieden onder beheer
Het recreatieschap heeft de volgende parken en recreatie- en natuurgebieden in beheer:
- Boseilanden
- Buitenhuizen
- Buitenschot
- Dijkland
- Groene Carré
- Groene Weelde
- Hekslootpolder
- Houtrak
- Landje van Gruijters
- Lutkemeerpark
- Oosterbroek
- Oude Spaarndammerpolder
- Park Vijfhuizen
- Park Zwaanshoek
- Park Zwanenburg
- Plesmanhoek
- Prins Bernhardbos
- Schoteroog
- Tuinen van West
- Veerpolder en -plas
- Westhoffbos
- Westbroek
- Zuiderscheg

Het beheer van de gebieden is in handen gegeven aan Recreatie Noord-Holland, een naamloos vennootschap van de Provincie Noord-Holland. Bloot eigenaar van de meeste gronden waaronder recreatiegebied Spaarnwoude is Staatsbosbeheer. In 1982 heeft het Rijk deze gronden voor een periode van 60 jaar verpacht aan het recreatieschap, voor een jaarlijkse canon van 50 gulden.